# Arthur Adam
Arthur Adam (fl. XX secolo) è stato un militare tedesco. Wachtmeister nell'esercito tedesco, era il capo telefonista della Wehrmacht presso la Tana del Lupo, il quartier generale di Adolf Hitler nella Prussia Orientale, e fu determinante nello scoprire che era stato Stauffenberg a piazzare la bomba.

## Biografia
Quando il colonnello Claus Schenk von Stauffenberg compì un attentato alla vita di Hitler il 20 luglio 1944, in un primo momento si supponeva che si trattasse di una bomba a orologeria lanciata dagli operai dell'Organizzazione Todt, che avevano ristrutturato i bunker nel periodo immediatamente precedente. Nelle ore successive, Stauffenberg non era un sospettato. La sala telefonica di Arthur Adam era accanto al vestibolo dove Stauffenberg aveva lasciato il berretto e la cintura.
In quel momento, il capo telefonista, che aveva visto Stauffenberg scappare dal quartier generale dopo aver riattaccato la telefonata urgente richiesta del generale Erich Fellgiebel, lasciando dietro di sé le sue cose, non sapeva cosa fare. Camminò sul luogo dell'esplosione. Non era suo dovere prendere parte alle indagini, tuttavia volle raccontare agli investigatori ciò che aveva visto per primo. Cercò sistematicamente di avvicinare i due ufficiali dei servizi segreti responsabili, il tenente colonnello Ludolf Gerhard Sander e il maggiore Josef Wolf, per riferire di aver visto la sospetta scappatella di Stauffenberg. Tuttavia, dopo un vano tentativo, venne spesso richiamato sull'attenzione e ricordato di non destare sospetti nei confronti di un colonnello di così alta reputazione.
Andò a trovare l'aiutante personale di Hitler, Heinz Linge, per informarlo che il colonnello Stauffenberg aveva lasciato la sala conferenze ed era salito direttamente su un'auto. Finirono per raccontare direttamente la storia a Martin Bormann, segretario privato di Hitler e, in pratica, l'uomo più potente del partito nazista dopo lo stesso Hitler. Disse a Bormann di essere sicuro che era stato Stauffenberg a commettere l'attentato alla vita del Führer, poiché aveva visto il colonnello lasciare in fretta e furia la conferenza senza berretto, valigetta e cintura. Bormann non esitò un attimo e lo portò direttamente davanti a Hitler. Quando ascoltò la sua testimonianza, Hitler gridò: "Stauffenberg è l'autore dell'attentato! Arrestatelo immediatamente!".
Le sue informazioni si rivelarono vere e, come generosa ricompensa da Hitler per aver identificato Stauffenberg, nei primi giorni dell'agosto 1944, alla presenza del generale Julius Schaub, fu promosso a Oberwachtmeister e ricevette un bonus (di 30.000 o 20.000 marchi) e una nuova casa (grande o piccola) vicino a Berlino. Collega di Rochus Misch, viene descritto come l'ufficiale capo dei servizi segreti presso la Cancelleria del Reich che, di turno il pomeriggio del 26 aprile 1945, consegnò al maggiore Otto Günsche un rapporto radiofonico per Hitler, con il quale Hermann Göring si nominava suo successore.

## Filmografia
- Stauffenberg - Attentato a Hitler, regia di Jo Baier (2004), interpretato da Christoph Gaugler.
- Operazione Valchiria, regia di Bryan Singer (2008), interpretato da Christian Oliver.